# Xã Union, Quận Hancock, Ohio
Xã Union (tiếng Anh: Union Township) là một xã thuộc quận Hancock, tiểu bang Ohio, Hoa Kỳ. Năm 2010, dân số của xã này là 1.783 người.